# Gehyra baliola
Gehyra baliola (короткохвоста дтелла) — вид геконоподібних ящірок родини геконових (Gekkonidae). Мешкає в Австралії і Папуа Новій Гвінеї.

## Поширення і екологія
Короткохвості дтелли мешкають на островах Торресової протоки, зокрема на островах Дарнлі і Мюррей, а також на південному сході Нової Гвінеї, в Західній провінції та провінції Південний Гайлендс у Папуа Новій Гвінеї. Можливо, вони також зустрічаються в Індонезії, на південному заході Нової Гвінеї. Короткохвості дтелли живуть у вологих тропічних лісах, рідколіссях, мангрових лісах та прибережних заростях.